# Mistrzostwa Świata w Lekkoatletyce 2011 – bieg na 100 m mężczyzn
Bieg na 100 metrów mężczyzn – jedna z konkurencji rozgrywanych podczas lekkoatletycznych mistrzostw świata na Daegu Stadium w Daegu.
Obrońcą tytułu mistrzowskiego z 2009 roku był Usain Bolt, który na zawodach w 2009 zdobył złoty medal i wynikiem 9,58 ustanowił rekord świata.

## Terminarz
| Data        | Godzina |               |
| ----------- | ------- | ------------- |
| 27 sierpnia | 12:55   | Preeliminacje |
| 27 sierpnia | 21:45   | Eliminacje    |
| 28 sierpnia | 18:30   | Półfinał      |
| 28 sierpnia | 20:45   | Finał         |

## Rekordy
Tabela prezentuje rekord świata, rekordy poszczególnych kontynentów, mistrzostw świata, a także najlepszy rezultat na świecie w sezonie 2011 przed rozpoczęciem mistrzostw.
|                                                | Zawodnik         | Wynik | Miejsce | Data                  |
| ---------------------------------------------- | ---------------- | ----- | ------- | --------------------- |
| Rekord świata                                  | Usain Bolt       | 9,58  | Berlin  | 16 sierpnia 2009(dts) |
| Listy światowe                                 | Asafa Powell     | 9,78  | Lozanna | 30 czerwca 2011(dts)  |
| Rekord mistrzostw świata                       | Usain Bolt       | 9,58  | Berlin  | 16 sierpnia 2009(dts) |
| Rekord Afryki                                  | Olusoji Fasuba   | 9,85  | Doha    | 12 maja 2006(dts)     |
| Rekord Azji                                    | Samuel Francis   | 9,99  | Amman   | 26 lipca 2007(dts)    |
| Rekord Ameryki Północnej, Środkowej i Karaibów | Usain Bolt       | 9,58  | Berlin  | 16 sierpnia 2009(dts) |
| Rekord Ameryki Południowej                     | Robson da Silva  | 10,00 | Meksyk  | 22 lipca 1988(dts)    |
| Rekord Europy                                  | Francis Obikwelu | 9,86  | Ateny   | 22 sierpnia 2004(dts) |
| Rekord Australii i Oceanii                     | Patrick Johnson  | 9,93  | Mito    | 5 maja 2003(dts)      |

## Rezultaty

### Preeliminacje
Preeliminacje odbyły się 27 sierpnia. Wystartowało w nich 31 zawodników, którzy zostali zgłoszeni do zawodów. Bezpośrednio do pierwszej rundy awansowało trzech najlepszych zawodników każdego z 4 biegów (Q).

#### Bieg 1
Wiatr: 1,7 m/s
Godzina: 12:55 (UTC+7)
| Poz. | Zawodnik                  | Narodowość                        | Tor | Reakcja | Rezultat | Uwagi                     |
| ---- | ------------------------- | --------------------------------- | --- | ------- | -------- | ------------------------- |
| 1    | Abdouraim Haroun          | Czad                              | 2   | 0,178   | 10,44    | Q,                        |
| 2    | Keiron Rogers             | Anguilla                          | 3   | 0,167   | 10,55    | Q,                        |
| 3    | Jurgen Themen             | Surinam                           | 8   | 0,222   | 10,84    | Q                         |
| 4    | George Pine               | Kiribati                          | 4   | 0,191   | 11,34    | Najlepszy wynik w sezonie |
| 5    | Kitavanah Kountavong      | Laos                              | 5   | 0,178   | 11,42    | Rekord życiowy            |
| 6    | Joshua Jeremiah           | Nauru                             | 5   | 0,217   | 11,44    | Najlepszy wynik w sezonie |
| 7    | Okilani Tinilau           | Tuvalu                            | 6   | 0,165   | 11,58    |                           |
| 8    | Christopher Lima da Costa | Wyspy Świętego Tomasza i Książęca | 6   | 0,197   | 11,61    | Rekord życiowy            |

#### Bieg 2
Wiatr: 1,2 m/s
Godzina: 13:03 (UTC+7)
| Poz. | Zawodnik                    | Narodowość       | Tor | Reakcja | Rezultat | Uwagi                     |
| ---- | --------------------------- | ---------------- | --- | ------- | -------- | ------------------------- |
| 1    | Tsui Chi Ho                 | Hongkong         | 6   | 0,172   | 10,45    | Q                         |
| 2    | Fadlin Fadlin               | Indonezja        | 4   | 0,184   | 10,70    | Q                         |
| 3    | Tilak Ram Tharu             | Nepal            | 7   | 0,183   | 11,00    | Q,                        |
| 4    | Rodman Teltull              | Palau            | 5   | 0,172   | 11,31    | Rekord życiowy            |
| 5    | Mohamed Ghassem Ahmed Taled | Mauretania       | 8   | 0,208   | 11,50    | Rekord życiowy            |
| 6    | Massoud Azizi               | Afganistan       | 2   | 0,194   | 11,64    | Najlepszy wynik w sezonie |
| 7    | John Howard                 | Mikronezja       | 3   | 0,189   | 11,71    |                           |
|      | Kukyoung Kim                | Korea Południowa | 1   |         | DQ       |                           |

#### Bieg 3
Wiatr: 1,7 m/s
Godzina: 13:11 (UTC+7)
| Poz. | Zawodnik                 | Narodowość       | Tor | Reakcja | Rezultat | Uwagi          |
| ---- | ------------------------ | ---------------- | --- | ------- | -------- | -------------- |
| 1    | Gérard Kobéané           | Burkina Faso     | 4   | 0,188   | 10,64    | Q              |
| 2    | Geronimo Goeloe          | Aruba            | 2   | 0,145   | 10,73    | Q,             |
| 3    | Foo Ee Yeo               | Singapur         | 6   | 0,176   | 10,76    | Q              |
| 4    | Delivert Arsene Kimbembe | Kongo            | 7   | 0,219   | 10,85    | q              |
| 5    | Joseph Andy Lui          | Tonga            | 5   | 0,202   | 11,48    |                |
| 6    | Bledee Jarry             | Liberia          | 5   | 0,195   | 11,49    | Rekord życiowy |
| 7    | Ah Chong Sam Chong       | Samoa            | 1   | 0,177   | 12,36    | Rekord życiowy |
| 8    | Orrin Ogumoro Pharmin    | Mariany Północne | 8   | 0,258   | 12,60    | Rekord życiowy |

#### Bieg 4
Wiatr: -0,9 m/s
Godzina: 13:19 (UTC+7)
| Poz. | Zawodnik                   | Narodowość         | Tor | Reakcja | Rezultat | Uwagi                     |
| ---- | -------------------------- | ------------------ | --- | ------- | -------- | ------------------------- |
| 1    | Mohammad Noor Imran A Hadi | Malezja            | 2   | 0,180   | 10,77    | Q                         |
| 2    | Dmitrij Ilin               | Kirgistan          | 1   | 0,213   | 10,86    | Q                         |
| 3    | Moudjib Toyb               | Komory             | 4   | 0,158   | 11,07    | Q                         |
| 4    | Karl Farrugia              | Malta              | 5   | 0,148   | 11,21    |                           |
| 5    | Francis Manioru            | Wyspy Salomona     | 5   | 0,163   | 11,28    | Najlepszy wynik w sezonie |
| 6    | Federico Gorrieri          | San Marino         | 3   | 0,133   | 11,42    |                           |
| 7    | Sogelau Tuvalu             | Samoa Amerykańskie | 1   | 0,269   | 15,66    | Rekord życiowy            |

### Eliminacje
Biegi eliminacyjne odbyły się 27 sierpnia. Wystartowało w nich 56 zawodników (13 z preeliminacji). Bezpośrednio do półfinałów awansowali trzej najlepsi zawodnicy każdego z 7 biegów (Q) oraz trzech zawodników z najlepszym czasem, którzy zajęli czwarte miejsca (q).

#### Bieg 1
Wiatr: -1,7 m/s
Godzina: 21:45 (UTC+7)
| Poz. | Zawodnik                 | Narodowość          | Tor | Reakcja | Rezultat | Uwagi |
| ---- | ------------------------ | ------------------- | --- | ------- | -------- | ----- |
| 1    | Kim Collins              | Saint Kitts i Nevis | 4   | 0,158   | 10,13    | Q     |
| 2    | Trell Kimmons            | Stany Zjednoczone   | 1   | 0,146   | 10,32    | Q     |
| 3    | Richard Thompson         | Trynidad i Tobago   | 2   | 0,193   | 10,34    | Q     |
| 4    | Suwaibou Sanneh          | Gambia              | 7   | 0,210   | 10,50    |       |
| 5    | Ronalds Arājs            | Łotwa               | 3   | 0,169   | 10,52    |       |
| 6    | Peter Emelieze           | Nigeria             | 6   | 0,190   | 10,58    |       |
| 7    | Delivert Arsene Kimbembe | Kongo               | 8   | 0,335   | 10,94    |       |
|      | Adrian Griffith          | Bahamy              | 5   |         |          |       |

#### Bieg 2
Wiatr: -1,7 m/s
Godzina: 21:53 (UTC+7)
| Poz. | Zawodnik               | Narodowość        | Tor | Reakcja | Rezultat | Uwagi |
| ---- | ---------------------- | ----------------- | --- | ------- | -------- | ----- |
| 1    | Walter Dix             | Stany Zjednoczone | 2   | 0,165   | 10,25    | Q     |
| 2    | Harry Aikines-Aryeetey | Wielka Brytania   | 1   | 0,146   | 10,28    | Q     |
| 3    | Keston Bledman         | Trynidad i Tobago | 7   | 0,168   | 10,32    | Q     |
| 4    | Andrew Hinds           | Barbados          | 4   | 0,156   | 10,41    | q     |
| 5    | Jason Smyth            | Irlandia          | 8   | 0,165   | 10,57    |       |
| 6    | Ogho-Oghene Egwero     | Nigeria           | 6   | 0,155   | 10,57    |       |
| 7    | Geronimo Goeloe        | Aruba             | 3   | 0,189   | 10,84    |       |
| 8    | Mohamed Fadlin         | Indonezja         | 5   | 0,181   | 11,10    |       |

#### Bieg 3
Wiatr: -1,0 m/s
Godzina: 22:01 (UTC+7)
| Poz. | Zawodnik            | Narodowość        | Tor | Reakcja | Rezultat | Uwagi |
| ---- | ------------------- | ----------------- | --- | ------- | -------- | ----- |
| 1    | Christophe Lemaitre | Francja           | 4   | 0,157   | 10,14    | Q     |
| 2    | Justin Gatlin       | Stany Zjednoczone | 6   | 0,182   | 10,31    | Q     |
| 3    | Churandy Martina    | Holandia          | 7   | 0,183   | 10,32    | Q     |
| 4    | Marlon Devonish     | Wielka Brytania   | 5   | 0,157   | 10,34    | q     |
| 5    | Carlos Rafael Jorge | Dominikana        | 2   | 0,184   | 10,62    |       |
| 6    | Gabriel Mvumvure    | Zimbabwe          | 1   | 0,142   | 10,64    |       |
| 7    | Keiron Rogers       | Anguilla          | 8   | 0,238   | 10,96    |       |
| 8    | Dmitrij Ilin        | Kirgistan         | 3   | 0,181   | 11,00    |       |

#### Bieg 4
Wiatr: -1,3 m/s
Godzina: 22:09 (UTC+7)
| Poz. | Zawodnik            | Narodowość               | Tor | Reakcja | Rezultat | Uwagi |
| ---- | ------------------- | ------------------------ | --- | ------- | -------- | ----- |
| 1    | Yohan Blake         | Jamajka                  | 4   | 0,182   | 10,12    | Q     |
| 2    | Jimmy Vicaut        | Francja                  | 6   | 0,194   | 10,25    | Q     |
| 3    | Ngonidzashe Makusha | Zimbabwe                 | 1   | 0,160   | 10,31    | Q     |
| 4    | Justyn Warner       | Kanada                   | 5   | 0,147   | 10,33    | q     |
| 5    | Ramon Gittens       | Barbados                 | 3   | 0,161   | 10,42    |       |
| 6    | Ben Youssef Meité   | Wybrzeże Kości Słoniowej | 8   | 0,187   | 10,45    |       |
| 7    | Gérard Kobéané      | Burkina Faso             | 2   | 0,152   | 10,59    |       |
| 8    | Jurgen Themen       | Surinam                  | 7   | 0,187   | 10,94    |       |

#### Bieg 5
Wiatr: -1,2 m/s
Godzina: 22:17 (UTC+7)
| Poz. | Zawodnik                   | Narodowość        | Tor | Reakcja | Rezultat | Uwagi |
| ---- | -------------------------- | ----------------- | --- | ------- | -------- | ----- |
| 1    | Nesta Carter               | Jamajka           | 3   | 0,164   | 10,26    | Q     |
| 2    | Daniel Bailey              | Antigua i Barbuda | 2   | 0,157   | 10,34    | Q     |
| 3    | Aziz Ouhadi                | Maroko            | 1   | 0,165   | 10,42    | Q     |
| 4    | Rytis Sakalauskas          | Litwa             | 6   | 0,187   | 10,42    |       |
| 5    | Marek Niit                 | Estonia           | 5   | 0,161   | 10,53    |       |
| 6    | Aziz Zakari                | Ghana             | 4   | 0,161   | 10,55    |       |
| 7    | Mohammad Noor Imran A Hadi | Malezja           | 7   | 0,169   | 10,75    |       |
| 8    | Foo Ee Yeo                 | Singapur          | 8   | 0,169   | 10,85    |       |

#### Bieg 6
Wiatr: -0,7 m/s
Godzina: 22:25 (UTC+7)
| Poz. | Zawodnik              | Narodowość        | Tor | Reakcja | Rezultat | Uwagi |
| ---- | --------------------- | ----------------- | --- | ------- | -------- | ----- |
| 1    | Usain Bolt            | Jamajka           | 4   | 0,153   | 10,10    | Q     |
| 2    | Dwain Chambers        | Wielka Brytania   | 8   | 0,171   | 10,28    | Q     |
| 3    | Ángel David Rodríguez | Hiszpania         | 7   | 0,172   | 10,37    | Q     |
| 4    | Simon Magakwe         | Południowa Afryka | 3   | 0,150   | 10,53    |       |
| 5    | Nílson André          | Brazylia          | 2   | 0,146   | 10,54    |       |
| 6    | Gerald Phiri          | Zambia            | 5   | 0,211   | 10,60    |       |
| 7    | Abdouraim Haroun      | Czad              | 6   | 0,179   | 10,72    |       |
| 8    | Moudjib Toyb          | Komory            | 1   | 0,157   | 11,12    |       |

#### Bieg 7
Wiatr: -1,2 m/s
Godzina: 22:33 (UTC+7)
| Poz. | Zawodnik            | Narodowość        | Tor | Reakcja | Rezultat | Uwagi |
| ---- | ------------------- | ----------------- | --- | ------- | -------- | ----- |
| 1    | Michael Frater      | Jamajka           | 5   | 0,149   | 10,26    | Q     |
| 2    | Jaysuma Saidy Ndure | Norwegia          | 7   | 0,194   | 10,33    | Q     |
| 3    | Dariusz Kuć         | Polska            | 3   | 0,148   | 10,36    | Q     |
| 4    | Reto Schenkel       | Szwajcaria        | 1   | 0,159   | 10,44    |       |
| 5    | Aaron Armstrong     | Trynidad i Tobago | 8   | 0,229   | 10,48    |       |
| 6    | Álvaro Gómez        | Kolumbia          | 6   | 0,218   | 10,62    |       |
| 7    | Tsui Chi Ho         | Hongkong          | 2   | 0,162   | 10,65    |       |
| 8    | Tilak Ram Tharu     | Nepal             | 4   | 0,205   | 11,32    |       |

### Półfinał

#### Bieg 1
Wiatr: -0,4 m/s
Godzina: 18:30 (UTC+7)
| Poz. | Zawodnik              | Narodowość        | Rezultat | Uwagi |
| ---- | --------------------- | ----------------- | -------- | ----- |
| 1    | Yohan Blake           | Jamajka           | 9,95     | Q,    |
| 2    | Walter Dix            | Stany Zjednoczone | 10,05    | Q     |
| 3    | Jimmy Vicaut          | Francja           | 10,10    | q     |
| 4    | Daniel Bailey         | Antigua i Barbuda | 10,14    | q     |
| 5    | Keston Bledman        | Trynidad i Tobago | 10,14    |       |
| 6    | Andrew Hinds          | Barbados          | 10,32    |       |
| 7    | Ángel David Rodríguez | Hiszpania         | 10,49    |       |
|      | Dwain Chambers        | Wielka Brytania   | DQ       |       |

#### Bieg 2
Wiatr: -1,0 m/s
Godzina: 18:38 (UTC+7)
| Poz. | Zawodnik            | Narodowość        | Rezultat | Uwagi |
| ---- | ------------------- | ----------------- | -------- | ----- |
| 1    | Usain Bolt          | Jamajka           | 10,05    | Q     |
| 2    | Christophe Lemaitre | Francja           | 10,11    | Q     |
| 3    | Richard Thompson    | Trynidad i Tobago | 10,20    |       |
| 4    | Trell Kimmons       | Stany Zjednoczone | 10,21    |       |
| 5    | Jaysuma Saidy Ndure | Norwegia          | 10,21    |       |
| 6    | Michael Frater      | Jamajka           | 10,21    |       |
| 7    | Marlon Devonish     | Wielka Brytania   | 10,25    |       |
| 8    | Dariusz Kuć         | Polska            | 10,51    |       |

#### Bieg 3
Wiatr: m/s
Godzina: 18:46 (UTC+7)
| Poz. | Zawodnik               | Narodowość          | Rezultat | Uwagi |
| ---- | ---------------------- | ------------------- | -------- | ----- |
| 1    | Kim Collins            | Saint Kitts i Nevis | 10,08    | Q     |
| 2    | Nesta Carter           | Jamajka             | 10,16    | Q     |
| 3    | Harry Aikines-Aryeetey | Wielka Brytania     | 10,23    |       |
| 4    | Justin Gatlin          | Stany Zjednoczone   | 10,23    |       |
| 5    | Ngonidzashe Makusha    | Zimbabwe            | 10,27    |       |
| 6    | Churandy Martina       | Holandia            | 10,29    |       |
| 7    | Aziz Ouhadi            | Maroko              | 10,45    |       |
| 8    | Justyn Warner          | Kanada              | 10,47    |       |

### Finał
| Poz. | Zawodnik            | Reprezentacja       | Czas  | Uwagi                     |
| ---- | ------------------- | ------------------- | ----- | ------------------------- |
|      | Yohan Blake         | Jamajka             | 9,92  | Najlepszy wynik w sezonie |
|      | Walter Dix          | Stany Zjednoczone   | 10,08 |                           |
|      | Kim Collins         | Saint Kitts i Nevis | 10,09 |                           |
| 4    | Christophe Lemaitre | Francja             | 10,19 |                           |
| 5    | Daniel Bailey       | Antigua i Barbuda   | 10,26 |                           |
| 6    | Jimmy Vicaut        | Francja             | 10,27 |                           |
| 7    | Nesta Carter        | Jamajka             | 10,95 |                           |
|      | Usain Bolt          | Jamajka             |       | DSQ                       |